# Kontrapost
Kontrapost (ital. contrapposto) je ve výtvarném umění způsob zobrazení stojící lidské postavy s mírně pokrčenou jednou nohou. Druhá noha je napnutá a opticky nese většinu váhy těla, osa pánve probíhá šikmo a osa ramen šikmo v opačném směru v důsledku přenášení váhy horní části těla na napnutou nohu. Kontrapost výtvarně oživuje figuru tím, že vytváří napětí mezi napjatou a uvolněnou nohou a postavě dodává esovité prohnutí.
Kontrapost se objevuje v řeckém umění u kúroi na rozhraní archaického a klasického období. V klasické podobě byl kontrapost součástí kánonu (vzoru, ideálu) vytvořeném Polykleitem, kterému býval i jeho objev připisován. V pozdějším období antiky a znovu od renesance se umění ke kontrapostu vrací jako k základní výtvarnému prostředku při zobrazení stojící postavy a dále jej rozvíjí. Esovitá křivka je v manýrismu dynamicky dovedena až do podoby zvané figura serpentinata.
- figura serpentinata

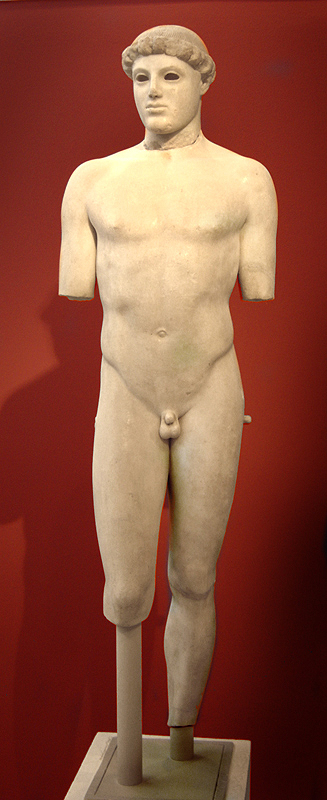
Krítios: kúros, r. cca -480
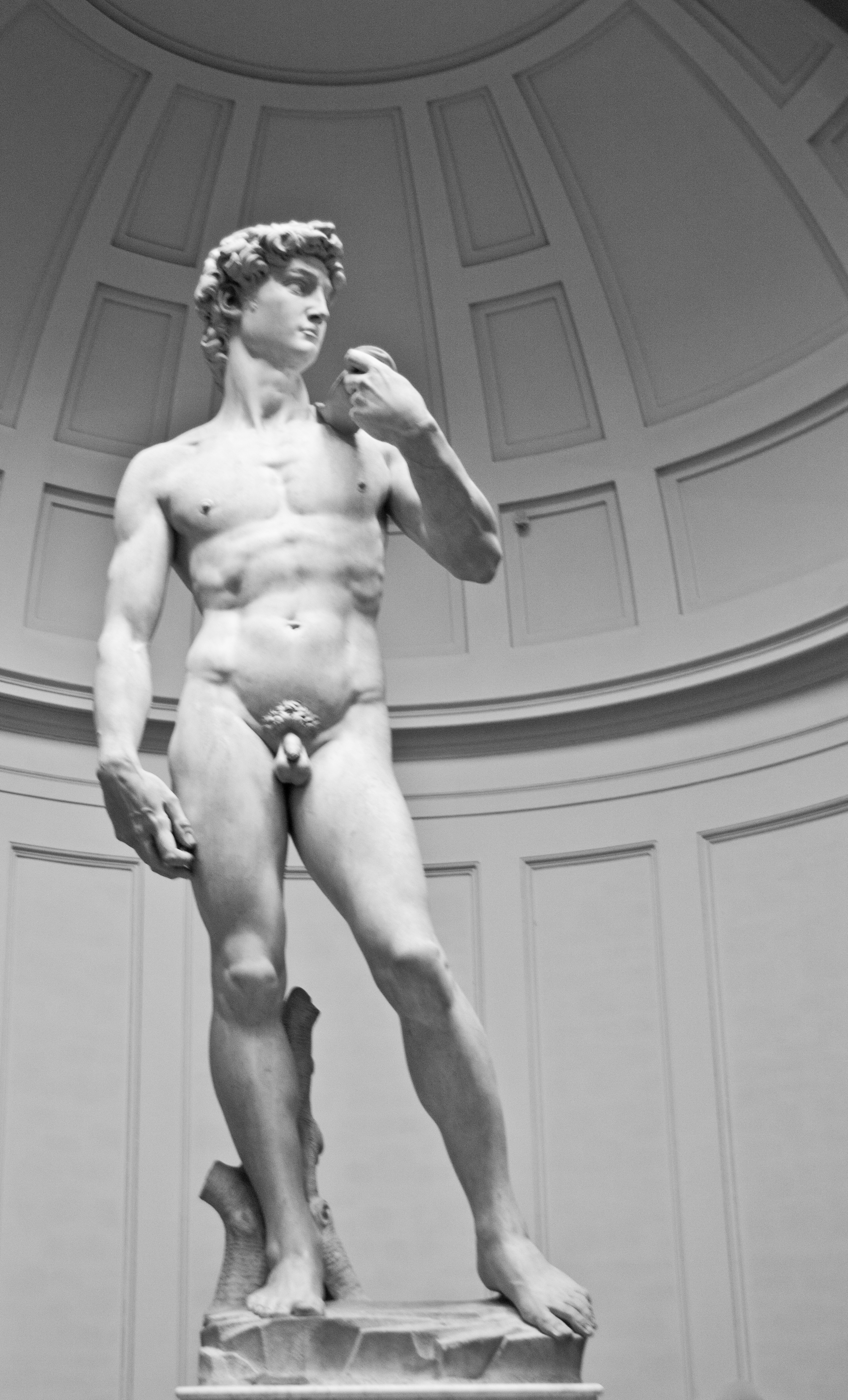
Michelangelo: David